# Nannostomus beckfordi
Nannostomus beckfordi es una especie de peces de la familia Lebiasinidae en el orden de los Characiformes.

## Morfología
Los machos pueden llegar alcanzar los 6,5 cm de longitud total.

## Alimentación
Come gusanos, crustáceos e insectos.

## Hábitat
Es un pez de agua dulce y de  clima tropical (24 °C-26 °C).

## Distribución geográfica
Se encuentran en Sudamérica:  cuenca del río Amazonas, río Negro y ríos de Guayana.

## Observaciones
Es muy apreciado en acuariofilia.